# Радлов Ернест Леопольдович
Радлов Ернест Леопольдович (20 листопада (2 грудня) 1854, Санкт-Петербург — 28 грудня 1928, Ленінград) — російський історик філософії, філолог і перекладач. Син педагога і етнографа Л. Ф. Радлова.

## Біографія
Закінчив історико-філологічний факультет Петербурзького університету, слухав лекції в Берлінському та Лейпцизькому університетах.
Читав курси лекцій з історії філософії, логіки і психології в ряді навчальних закладів Санкт-Петербурга. Публікувався в багатьох російських та закордонних філософських журналах. Впродовж багатьох років (1880—1899 і 1916—1927) працював в Імператорській публічній бібліотеці, пройшов шлях від помічника бібліотекаря до завідувача філософського відділення, в 1917—1924 — директор бібліотеки. Був членом наукового комітету при Міністерстві народної освіти і спершу помічником редактора, а з 1899 редактором «Журналу міністерства народної освіти». 1920 року обраний членом-кореспондентом Російської академії наук.
1887 року переклав на російську мову «Етику» Аристотеля. Під його редакцією були опубліковані російською «Феноменологія духу» Гегеля, твори Фіхте, Мальбранша тощо.
Спільно з Володимиром Соловйовим редагував філософську частину словника Брокгауза і Ефрона, написав понад сто словникових статей з філософії.

## Вибрані праці
- Этика Аристотеля (СПб, 1884);
- Об истолковании Аристотеля (СПб, 1891);
- Научная деятельность Каринского (СПб, 1895);
- Учение Соловьева о свободе воли (СПб, 1911);
- Очерк истории русской философии (СПб., 1912; 2-е изд Пг., 1920)
- Владимир Соловьев. Жизнь и учение (СПб, 1913);
- Философский словарь: Логика. Психология. Этика. Эстетика и история философии. 2-е изд. (М., 1913);
- К. Гельвеций и его влияние в России (Пг., 1917);
- Введение в философию (Пг., 1919);
- Этика (Пг., 1921);